# Jamhuri Day
Le Jamhuri Day (Jamhuri signifiant « république » en swahili) est la fête nationale kényane. 
Elle est célébrée chaque année le 12 décembre et commémore la constitution de la république du Kenya le 12 décembre 1964. Cette fête est aussi vue comme une double célébration puisque l'indépendance du Kenya s'est faite le 12 décembre 1963, soit un an jour pour jour avant.